# Oryza grandiglumis
Oryza grandiglumis là một loài thực vật có hoa trong họ Hòa thảo. Loài này được (Döll) Prodoehl mô tả khoa học đầu tiên năm 1922.